# William Fairhurst
William Albert Fairhurst (Alderley Edge, 21 agosto 1903 – Howick, 13 marzo 1982) è stato uno scacchista e ingegnere britannico.
Ottenne il titolo di Maestro Internazionale nel 1951.

## Carriera scacchistica
Imparò a giocare a scacchi a 13 anni come autodidatta leggendo libri di scacchi, ispirandosi principalmente ai princìpi di Siegbert Tarrasch. All'età di 18 anni vinse il campionato della contea del Cheshire. Poco dopo si trasferì nel Lancashire, venendo riconosciuto come un dei più forti giocatori del Nord dell'Inghilterra.
Nel 1927 si classificò =2°-3° con Frederick Yates a Scarborough, davanti tra gli altri a Efim Bogoljubov (con cui vinse lo scontro diretto) e Sir George Thomas. Vinse anche la partita con Edgard Colle, vincitore del torneo.
Nel 1931 si trasferì in Scozia, dove vinse per un record di 11 volte il campionato scozzese dal 1932 al 1962. Nel 1933 pareggiò un match contro l'austriaco Erich Eliskases, considerato allora una stella nascente degli scacchi internazionali. Nel 1937 vinse il campionato britannico a Blackpool.
Nel 1950 vinse a Oxford il primo campionato del Commonwealth, davanti tra gli altri a Daniel Yanofsky e Robert Wade.
Nei primi anni settanta si trasferì in Nuova Zelanda, dove partecipò ad alcuni campionati neozelandesi. Rappresentò la Nuova Zelanda in 1ª scacchiera alle Olimpiadi di Nizza 1974 ottenendo il 40% dei punti, un risultato notevole per un settantenne.
Partecipò a sette edizioni delle olimpiadi degli scacchi: dal 1933 al 1968 con la Scozia, nel 1974 con la Nuova Zelanda (sempre in 1ª scacchiera), ottenendo complessivamente il 45,4% dei punti.

## Progettista di ponti
Dopo aver lavorato per alcuni anni come ingegnere strutturale, Fairhurst costituì lo studio d'ingegneria W. A. Fairhurst and Partners, specializzato nella progettazione di ponti. La sua opera maggiore è il Tay Road Bridge, che attraversa l'estuario del fiume Tay collegando il nord-est della contea di Fife con la città di Dundee. Con una lunghezza di circa 2 200 metri, era allora il più lungo ponte fluviale d'Europa. Venne inaugurato nel 1966 con una cerimonia presenziata dalla Regina Madre Elizabeth Bowes-Lyon.
Altri progetti importanti furono il Kingston Bridge che attraversa il fiume Clyde a Glasgow (1970) 
e il "Queen Elizabeth II Metro Bridge", un ponte ferroviario che attraversa il fiume Tyne collegando   Newcastle upon Tyne con Gateshead (inaugurato dalla regina Elisabetta II il 6 novembre 1981).
Lo studio Fairhurst è tuttora una delle principali società di consulenza di ingegneria civile del Regno Unito. Nel 2012 contava 15 filiali e circa 500 tra dipendenti e collaboratori.
Per i suoi contributi nel campo dell'ingegneria civile la regina Elisabetta II gli conferì l'onorificenza di Commendatore dell'Ordine dell'Impero Britannico (CBE).